# Tupelo Honey (singolo)
Tupelo Honey è un singolo del cantautore nordirlandese Van Morrison, pubblicato nel 1972 ed estratto dal suo quinto album in studio, l'omonimo Tupelo Honey.

## Tracce
- 7"

1. Tupelo Honey
2. Starting a New Life

## Formazione
- Van Morrison – voce, chitarra
- Ronnie Montrose – chitarra, cori
- Bill Church – basso
- John McFee – pedal steel guitar
- Rolf "Boots" Houston – flauto, cori
- Mark Jordan – piano
- Connie Kay – batteria
- Gary Mallaber – vibrafono
- Bruce Royston – flauto
- Jack Schroer – sassofono alto
- Ted Templeman – organo